# КМФ Црвена звезда
КМФ Црвена звезда је српски клуб малог фудбала из Београда. Основан је 20. јуна 2019. године споразумом између КМФ Српска и ФК Црвена звезда, којим је Српска преименована у КМФ Црвена звезда. Клуб ће се у сезони 2025/26 такмичити у Другој футсал лиги Србије, другом рангу такмичења.

## Резултати по сезонама
| Сезона   | Ранг | Лига                       | Позиција                                | ИГ                                      | Д                                       | Н                                       | П                                       | ГД                                      | ГП                                      | ГР                                      | Бод                                     | Постсезона                                      | Куп                                      | Европа                          |
| -------- | ---- | -------------------------- | --------------------------------------- | --------------------------------------- | --------------------------------------- | --------------------------------------- | --------------------------------------- | --------------------------------------- | --------------------------------------- | --------------------------------------- | --------------------------------------- | ----------------------------------------------- | ---------------------------------------- | ------------------------------- |
| 2019/20. | 1    | Прва футсал лига Србије    | 1.                                      | 14                                      | 13                                      | 1                                       | 0                                       | 66                                      | 24                                      | +42                                     | 40                                      | Прекинуто због пандемије COVID 19 вируса        | Прекинуто због пандемије COVID 19 вируса | -                               |
| 2020/21. | 1    | Прва футсал лига Србије    | 8.                                      | 18                                      | 6                                       | 1                                       | 11                                      | 48                                      | 88                                      | -40                                     | 19                                      | Поражена са 2:0 у серији баража за попуну места | 1/8-финала                               | прелиминарно коло Лиге шампиона |
| 2021/22. | 2    | Друга футсал лига Србије   | Одустао од свих такмичења на полусезони | Одустао од свих такмичења на полусезони | Одустао од свих такмичења на полусезони | Одустао од свих такмичења на полусезони | Одустао од свих такмичења на полусезони | Одустао од свих такмичења на полусезони | Одустао од свих такмичења на полусезони | Одустао од свих такмичења на полусезони | Одустао од свих такмичења на полусезони | Одустао од свих такмичења на полусезони         | Одустао од свих такмичења на полусезони  | -                               |
| 2022/23. | 3    | Трећа футсал лига Београда | 6.                                      | 12                                      | 2                                       | 2                                       | 8                                       | 48                                      | 65                                      | -17                                     | 8                                       | -                                               | 1/4-финале купа Београда                 | -                               |
| 2023/24. | 3    | Трећа футсал лига Београда | 1.                                      | 14                                      | 12                                      | 2                                       | 0                                       | 102                                     | 40                                      | +62                                     | 38                                      | -                                               | 1/4-финале купа Београда                 | -                               |
| 2024/25. | 2    | Друга футсал лига Србије   | 3.                                      | 22                                      | 14                                      | 2                                       | 6                                       | 101                                     | 68                                      | +33                                     | 44                                      | Поражена са 2:1 у серији баража за попуну места | 1/4-финале                               | -                               |

## Успеси
Првенство Србије:
- Првак (1): 2019/20.[10]

## Бивши играчи
- Перић Марко
- Петров Страхиња
- Поповић Давор
- Рнић Никола
- Тхалес Феитоса
- Вулић Јаков
- Станијевић Стефан